# حماد بن أبي الجبر
ناصر الدولة المظفر حماد بن أبي الجبر الكناني ملك البطيحة وأحد ملوك الدولة الليثية في البطيحة وواسط.

## سيرته
كان مهابا معاذا لكل من التجأ به كريما جوادا وكان استقراره بين البطيحة والغراف.

## ملكه ومقتله
كان المظفر قد خرج على قريبه مهذب الدولة أحمد بن أبي الجبر فهزمه مهذب الدولة وبعد موت مهذب الدولة حكم ابنه نصر ثم فتك به المظفر وملك البطيحة وبعد زمن وثب عليه بعض أحفاد مهذب الدولة أحمد بن أبي الجبر، فقتله سنة 551 هـ - 1156 م .
ويذكر أنه أرسل إلى قريبه نصر بن أحمد بن أبي الجبر قائلا: